# MTR Corporation

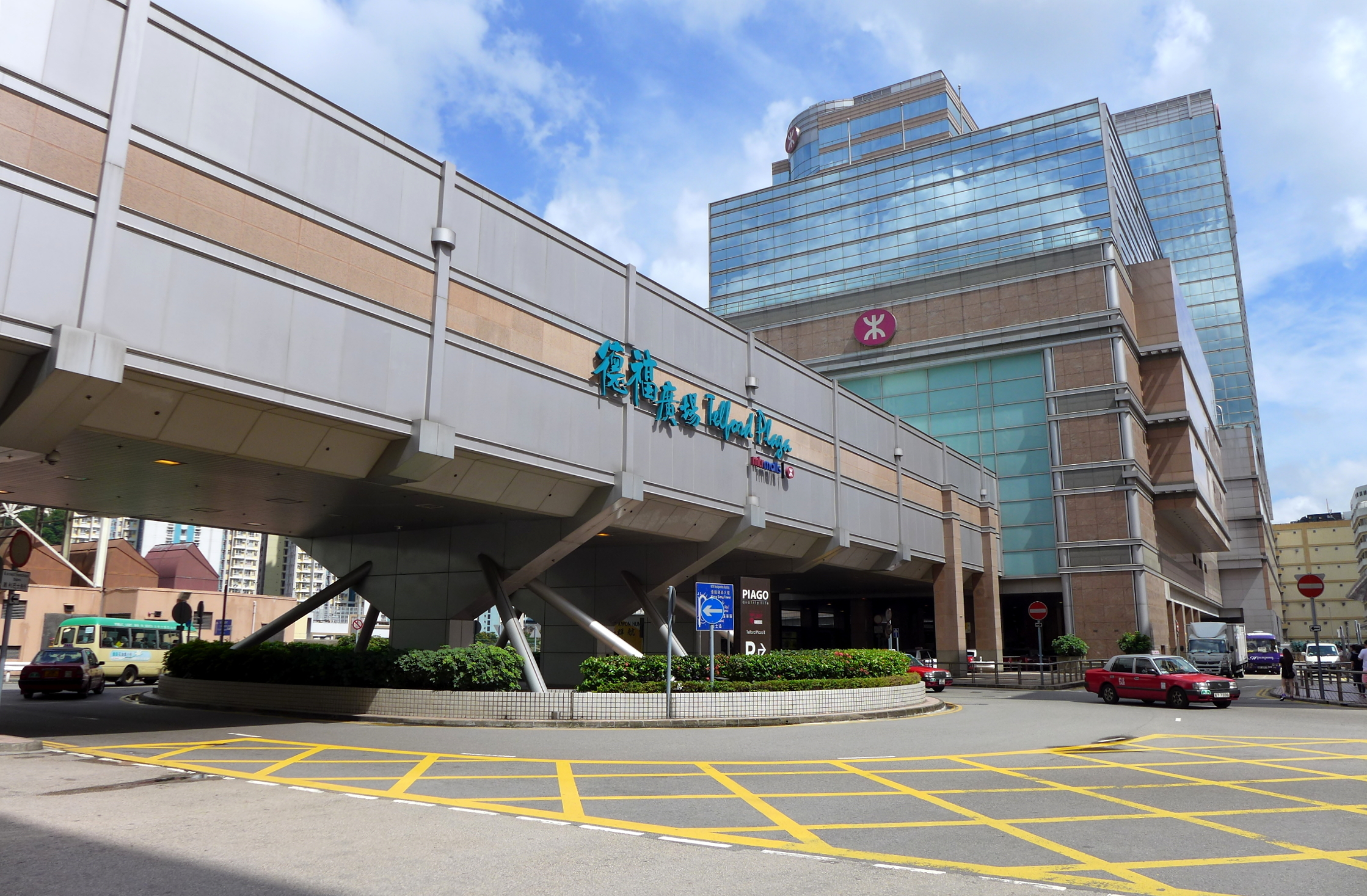
Штаб-квартира MTR Corporation

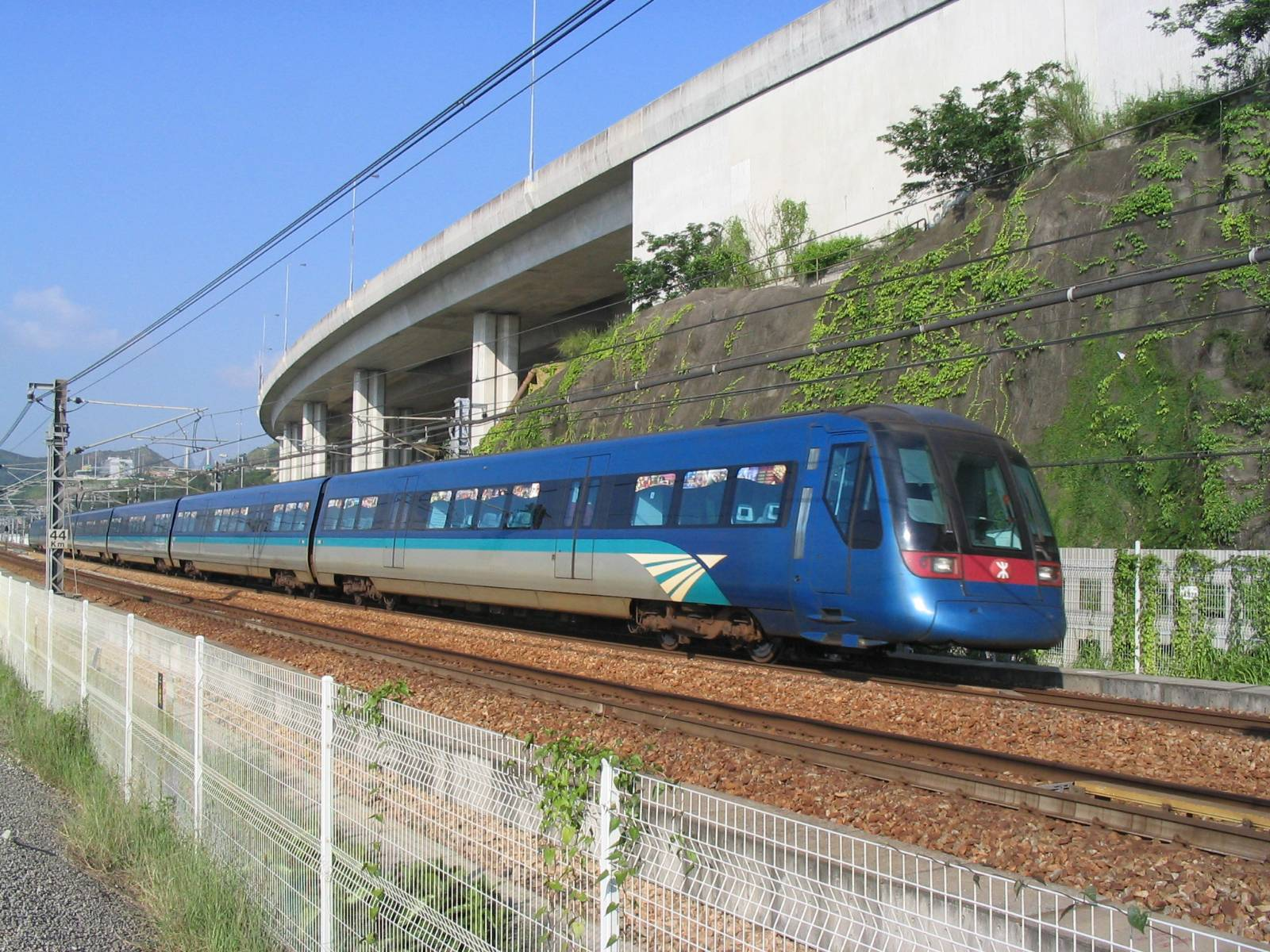
Линия Airport Express

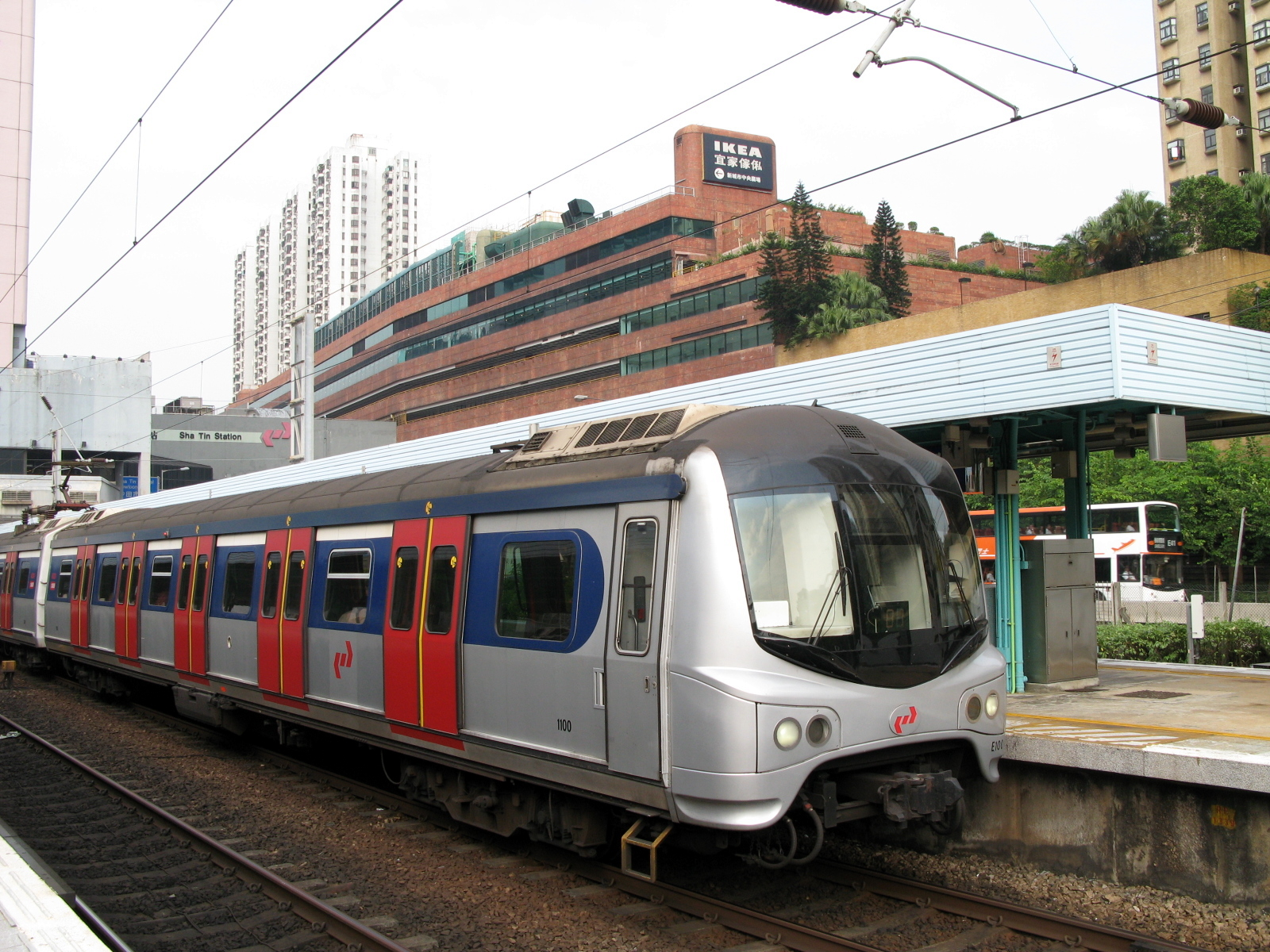
Линия East Rail

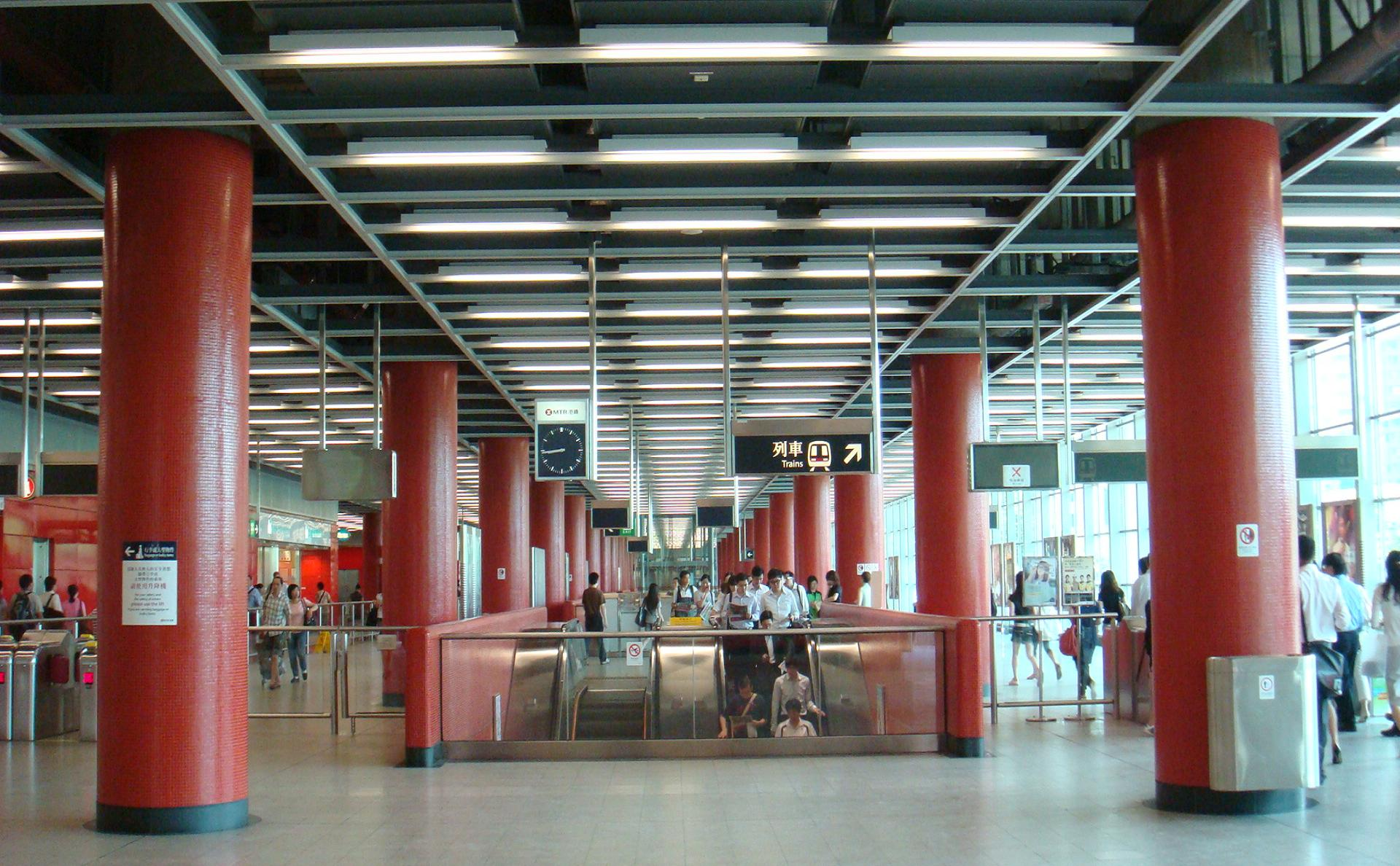
Станция Tseung Kwan O

Схема линий MTR Гонконга

MTR Corporation (Mass Transit Railway Corporation или 香港鐵路有限公司) — оператор железнодорожной системы (MTR) Гонконга, которая включает в себя метро, электрички и трамвай. Также MTR Corporation занимается строительством, недвижимостью, автобусными перевозками, имеет контракты на эксплуатацию железнодорожного общественного транспорта в Лондоне, Стокгольме, Мельбурне, Пекине, Шэньчжэне, Макао и Ханчжоу.

## История
Компания основана в 1975 году правительством Гонконга для развития и эксплуатации железнодорожного общественного транспорта, в 2000 году приватизирована и с тех пор котируется на Гонконгской фондовой бирже (правительство Гонконга продолжает контролировать 76% акций MTR Corporation, а оставшиеся 24% акций принадлежат частным инвесторам).
В 2007 году MTR Corporation взяла на себя эксплуатацию железнодорожной сети другой государственной компании Гонконга — Kowloon-Canton Railway Corporation, фактически поглотив последнюю. После этого объединённая компания получила название 香港鐵路有限公司 (что по-английски означает Hong Kong Railway Corporation Limited), однако английский эквивалент названия остался прежний — MTR Corporation. По состоянию на март 2011 года в MTR Corporation работало 21 тыс. человек, рыночная стоимость корпорации составляла более 21,5 млрд. долларов, а продажи — 3,8 млрд. долларов.

## Структура
По состоянию на 2011 год в составе MTR Corporation действовало 11 линий: 
- East Rail Line (1910)
- Kwun Tong Line (1979)
- Tsuen Wan Line (1982)
- Island Line (1985)
- Light Rail (1988)
- Airport Express (1998)
- Tung Chung Line (1998)
- Tsueng Kwan O Line (2002)
- West Rail Line (2003)
- Ma On Shan Line (2004)
- Disneyland Resort Line (2005)

До своего слияния в 2007 году MTR Corporation управляла линиями Kwun Tong Line, Tsuen Wan Line, Island Line, Airport Express, Tung Chung Line, Tsueng Kwan O Line и Disneyland Resort Line, а KCR Corporation — линиями East Rail Line, Light Rail, West Rail Line и Ma On Shan Line. 

### MTR Properties
Компания разрабатывает земли возле железнодорожных станций и управляет недвижимостью MTR Corporation, особенно крупными торговыми, жилыми и офисными комплексами (доходы от недвижимости превышают доходы, получаемые от транспортных перевозок). Среди основных активов — LOHAS Park, Метро-таун, Сорренто, Харборсайд, The Arch, Фестивал-Сити, Парк-Сентрал.

### MTR Bus
Компания управляет автобусными маршрутами на Новых Территориях и в Коулуне, которые дополняют железнодорожные линии MTR Corporation.  